# Augusta Reuss Ebersdorf
Augusta Reuss Ebersdorf (19. ledna 1757, Ebersdorf – 16. listopadu 1831, Coburg) byla sňatkem sasko-kobursko-saalfeldskou vévodkyní a babičkou britské královny Viktorie i jejího manžela, prince Alberta.

## Rodina
Augusta se narodila jako druhá ze sedmi dětí Jindřicha XXIV. Reuss-Plauen-Ebersdorf a jeho manželky, Karolíny Ernestýny z Erbach-Schönbergu. Její rodiště, Ebersdorf bylo centrem pietismu v Durynsku a její prarodiče byli vášnivými obdivovateli tohoto náboženského hnutí. Augustina prateta Erdmuthe Dorothea Reuss-Ebersdorf, sňatkem hraběnka ze Zinzendorfu, byla provdána za vůdce a buditele Moravské církve. To vysvětluje hluboké náboženské cítění princezny Augusty v pozdějších letech.

## Manželství
Augusta byla jednou z nejkrásnějších žen své doby. Její otec pověřil malíře Johanna Heinricha Tischbeina Augustiným portrétováním jako Artemisie. Hrabě Jindřich XXIV. tento obraz ukázal, takže potenciální kandidáti na manželství si byli vědomi krásy jeho dcery.
13. června 1777 se Augusta v Ebersdorfu provdala za Františka Sasko-Kobursko-Saalfeldského. Vévoda František již dříve získal obraz Artemisie za čtyřnásobek původní ceny, protože se do Augusty hluboce zamiloval, ale musel se oženit se svou příbuznou, princeznou Žofií Sasko-Hildburghausenskou. Když však Žofie sedm měsíců po svatbě zemřela, mohl vévoda začít usilovat o ruku své milované.
Augusta měla s Františkem deset dětí:
| Jméno                                 | Narození                    | Úmrtí                                               | Poznámka |
| ------------------------------------- | --------------------------- | --------------------------------------------------- | --- |
| Žofie Sasko-Kobursko-Saalfeldská      | 19. srpna 1778 v Coburgu    | 8. července 1835 v Tušimicích v Čechách             | 23. února 1804 se provdala za Emanuela von Mensdorff-Pouilly |
| Antoinetta Sasko-Kobursko-Saalfeldská | 28. srpna 1779 v Coburgu    | 24. března 1824 v Petrohradě                        | 17, listopadu 1798 se provdala za Alexandra Württemberského |
| Juliana Sasko-Kobursko-Saalfeldská    | 23. září 1781 v Coburgu     | 15. srpna 1860 v Elfenau, blízko Bern, ve Švýcarsku | 26. února 1796 se provdala za Konstantina Pavloviče, mladšího bratra ruského cara Alexandra I. (byli rozvedeni v roce 1820) |
| mrtvě narozený syn                    | 1782                        | 1782                                                | |
| Ernest I. Sasko-Kobursko-Gothajský    | 2. ledna 1784 v Coburgu     | 29. ledna 1844, Gotha                               | 31. července 1817 se oženil s Luisou Sasko-Gothajsko-Altenburskou, byl otcem prince Alberta, manžela královny Viktorie |
| Ferdinand Sasko-Kobursko-Gothajský    | 28. března 1785 v Coburgu   | 27. srpna 1851 ve Vídni                             | 30. listopadu 1815 se oženil s Marií Antonií Koháry de Csábrág, byl otcem Ferdinanda II. Portugalského a nemourské vévodkyně Viktorie, a dědečkem Ferdinanda I. Bulharského. Sňatkem se stal zakladatelem Kohárské větve sasko-kobursko-gothajské linie |
| Viktorie Sasko-Kobursko-Saalfeldská   | 17. srpna 1786 v Coburgu    | 16. března 1861 ve Frogmore House                   | 11. července 1818 se provdala za Eduarda Augusta Hannoverského, čtvrtého syna britského krále Jiřího III. Byla matkou královny Viktorie |
| Marianna Šarlota                      | 7. srpna 1788 v Coburgu     | 23. srpna 1794 v Coburgu                            | |
| Leopold I. Belgický                   | 16. prosince 1790 v Coburgu | 10. prosince 1865 v Laeken                          | 9. srpna 1830 se oženil s Luisou Marií Francouzskou a měl s ní několik dětí, včetně Leopolda II. Belgického a mexické císařovny Charlotty Belgické. Stal se prvním belgickým králem.                                                                    |
| František Maxmilián Ludvík            | 12. prosince 1792 v Coburgu | 3. ledna 1793 v Coburgu                             | |

Augusta zemřela v Coburgu 16. listopadu 1831.

## Tituly a oslovení
- 19. ledna 1757 – 13. června 1777: Její Osvícenost hraběnka Augusta Reuss-Ebersdorf
- 13. června 1777 – 8. září 1800: Její Vévodská Jasnost dědičná princezna sasko-kobursko-saalfeldská
- 8. září 1800 – 9. prosince 1806: Její Výsost vévodkyně sasko-kobursko-saalfeldská
- 9. prosince 1806 – 16. listopadu 1831: Její Výsost sasko-kobursko-saalfeldská vévodkyně vdova